# Championnats panaméricains juniors d'athlétisme 2011
Navigation
Champ. panaméricains juniors 2009 Champ. panaméricains juniors 2013
Les 16es Championnats panaméricains juniors d'athlétisme ont eu lieu à Miramar aux États-Unis, du 22 au 24 juillet 2011 à l'Ansin Sports Complex.

## Hommes
| Épreuve | Or                                                                       | Or             | Argent                                                                      | Argent         | Bronze                                                            | Bronze         |
| --- | ------------------------------------------------------------------------ | -------------- | --------------------------------------------------------------------------- | -------------- | ----------------------------------------------------------------- | -------------- |
| 100 m Vent: +2,4 m/s | Marvin Bracy États-Unis                                                  | 10 s 09        | Keenan Brock États-Unis                                                     | 10 s 12        | Aaron Brown Canada                                                | 10 s 25        |
| 200 m Vent: +2,2 m/s | Kirani James Grenade                                                     | 20 s 53        | Sean McLean États-Unis                                                      | 20 s 69        | Trey Hadnot États-Unis                                            | 20 s 82        |
| 400 m | Joshua Mance États-Unis                                                  | 46 s 14        | Deon Lendore Trinité-et-Tobago                                              | 46 s 50        | Anderson Henriques Brésil                                         | 46 s 69        |
| 800 m | Immanuel Hutchinson États-Unis                                           | 1 min 49 s 04  | Wesley Vásquez Porto Rico                                                   | 1 min 49 s 83  | Lucido Garrido Venezuela                                          | 1 min 49 s 88  |
| 1500 m | Omar Kaddurah États-Unis                                                 | 3 min 52 s 29  | Isaac Presson États-Unis                                                    | 3 min 52 s 78  | Ioran Etchechury Brésil                                           | 3 min 53 s 29  |
| 5 000 m | Jacob Hurysz États-Unis                                                  | 14 min 55 s 92 | Jose Rojas Ramos Pérou                                                      | 14 min 58 s 47 | Andrew Kowalsky Canada                                            | 14 min 58 s 51 |
| 10 000 m | Parker Stinson États-Unis                                                | 30 min 37 s 88 | Said Diaz Ceron Jr. Mexique                                                 | 31 min 10 s 72 | Alexander Monroe États-Unis                                       | 31 min 21 s 42 |
| 110 m haies Vent: +1,6 m/s | Eddie Lovett États-Unis                                                  | 13 s 14        | Roy Smith États-Unis                                                        | 13 s 24        | João Oliveira Brésil                                              | 13 s 97        |
| 400 m haies | Monte Corley États-Unis                                                  | 51 s 21        | Jordin Andrade États-Unis                                                   | 52 s 09        | Kion Joseph Barbade                                               | 52 s 47 PB     |
| 3000 m steeple | Fernando Roman Porto Rico                                                | 8 min 59 s 52  | Eddie Owens États-Unis                                                      | 9 min 07 s 11  | Gareth Hadfield Canada                                            | 9 min 15 s 94  |
| 4 × 100 m | États-Unis Sean McLean Marvin Bracy Keenan Brock Oliver Bradwell         | 39 s 43        | Canada Marlon Laidlaw-Allen Aaron Brown Akeem Haynes Tremaine Harris        | 39 s 97        | Bahamas Blake Bartlett Shavez Hart Delano Davis Trevorvano Mackey | 40 s 26        |
| 4 × 400 m | États-Unis Clayton Gravesande William Henry Davelle Sanders Joshua Mance | 3 min 08 s 20  | Trinité-et-Tobago Jereem Richards Machel Cedenio Morain Moriba Deon Lendore | 3 min 13 s 27  | Bahamas Nejmi Burnside Andre Wells Shavez Hart Julian Munroe      | 3 min 14 s 96  |
| Saut en hauteur | Maalik Reynolds États-Unis                                               | 2,22 m         | Ryan Ingraham Bahamas                                                       | 2,22 m         | Brandon Baskerville États-Unis                                    | 2,15 m         |
| Saut à la perche | Thiago Braz da Silva Brésil                                              | 5,20 m         | J. J. Juilfs États-Unis                                                     | 5,10 m         | Matheus da Silva Brésil                                           | 4,85 m         |
| Saut en longueur | Devin Field États-Unis                                                   | 7,58 m         | Terrance Williams États-Unis                                                | 7,54 m         | Rolyce Boston Guyana                                              | 7,34 m         |
| Triple saut | Elton Walcott Trinité-et-Tobago                                          | 16,51 m        | Phillip Young États-Unis                                                    | 16,01 m        | Latario Collie-Minns Bahamas                                      | 15,93 m        |
| Lancer du poids | Ashinia Miller Jamaïque                                                  | 19,97 m NJR    | Kyle McKelvey États-Unis                                                    | 18,39 m        | Caleb Whitener États-Unis                                         | 18,29 m        |
| Lancer du disque | Traves Smikle Jamaïque                                                   | 66,58 m CR     | Gabe Hull États-Unis                                                        | 57,78 m        | Fedrick Dacres Jamaïque                                           | 57,24 m        |
| Lancer du marteau | Alec Faldermeyer États-Unis                                              | 72,89 m        | Diego Del Real Galindo Mexique                                              | 66,77 m        | Adam Keenan Canada                                                | 66,62 m        |
| Lancer du javelot | Braian Toledo Argentine                                                  | 76,40 m CR     | Cody Parker Canada                                                          | 73,50 m        | Paulo da Silva Brésil                                             | 72,25 m        |
| Décathlon | Kevin Lazas États-Unis                                                   | 7 979 pts CR   | Gunnar Nixon États-Unis                                                     | 7 669 pts      | Guillermo Manuel Ruggeri Argentine                                | 7 118 pts      |
| 10 000 m marche | Éider Arévalo Colombie                                                   | 41 min 29 s 81 | Trevor Barron États-Unis                                                    | 41 min 39 s 16 | Leonardo Montana Colombie                                         | 42 min 00 s 88 |
| Records et Performances - AR : Record continental (area record) - CR : Record des championnats (championship record) - MR : Record du meeting (meet record) - NR : Record national (national record) - OR : Record olympique (olympic record) - PR : Record paralympique (paralympic record) - PB : Record personnel (personal best) - SB : Meilleure performance personnelle de la saison (season's best) - WL : Meilleure performance mondiale de l'année (world leader) - WJR : Record du monde junior (world junior record) - WR : Record du monde (world record) Circonstances et Conditions - DNF : N'a pas terminé (did not finish) - DNS : N'a pas pris le départ (did not start) - DQ : Disqualification (disqualification) - NM : Aucun essai valable enregistré (No Mark) - Q : Qualifié « directement » au prochain tour (ou à la prochaine compétition), lors d'une compétition majeure, grâce au classement ou à la réalisation des minima (automatic qualifier) - q : Qualifié au prochain tour (ou à la prochaine compétition), lors d'une compétition majeure, grâce au repêchage ou à la réalisation de l'une des meilleures performances parmi celles des « non qualifiés directement » (grâce au meilleur temps ou à la meilleure distance par exemple) (secondary qualifier) |                                                                          |                |                                                                             |                |                                                                   |                |

## Femmes
| Epreuve | Or                                                                           | Or             | Argent                                                                   | Argent         | Bronze                                                                      | Bronze                         |
| --- | ---------------------------------------------------------------------------- | -------------- | ------------------------------------------------------------------------ | -------------- | --------------------------------------------------------------------------- | ------------------------------ |
| 100 m Vent: +1,7 m/s | Michelle-Lee Ahye Trinité-et-Tobago                                          | 11 s 25        | Keilah Tyson États-Unis                                                  | 11 s 39 PB     | Anthonique Strachan Bahamas                                                 | 11 s 46                        |
| 200 m Vent: +2,0 m/s | Anthonique Strachan Bahamas                                                  | 22 s 70 CR     | Kai Selvon Trinité-et-Tobago                                             | 22 s 97        | Jessica Davis États-Unis                                                    | 22 s 97                        |
| 400 m | Chrisann Gordon Jamaïque                                                     | 52 s 62        | Diamond Dixon États-Unis                                                 | 53 s 10        | Phyllis Francis États-Unis                                                  | 53 s 81                        |
| 800 m | Kenyetta Iyevbele États-Unis                                                 | 2 min 06 s 27  | Annie LeBlanc Canada                                                     | 2 min 06 s 35  | Samantha Levin États-Unis                                                   | 2 min 07 s 68                  |
| 1 500 m | Cory McGee États-Unis                                                        | 4 min 35 s 46  | Lindsey Butterworth Canada                                               | 4 min 36 s 91  | Brook Handler États-Unis                                                    | 4 min 37 s 17                  |
| 3 000 m | Kayla Beattie États-Unis                                                     | 9 min 30 s 63  | Allison Woodward États-Unis                                              | 9 min 31 s 83  | Adriana da Luz Brésil                                                       | 9 min 41 s 70                  |
| 5 000 m | Kayla Beattie États-Unis                                                     | 16 min 48 s 44 | Charo Inga Quinto Pérou                                                  | 16 min 54 s 23 | Luz Rojas Llanco Pérou                                                      | 17 min 00 s 10                 |
| 100 m haies Vent: +1,0 m/s | Trinity Wilson États-Unis                                                    | 13 s 17        | Danielle Williams Jamaïque                                               | 13 s 32        | Bridgette Owens États-Unis                                                  | 13 s 34                        |
| 400 m haies | Katrina Seymour Bahamas                                                      | 57 s 87        | Danielle Dowie Jamaïque                                                  | 58 s 55        | Deborah Rodriques Uruguay                                                   | 59 s 10                        |
| 3000 m steeple | Alexandra Leptich États-Unis                                                 | 10 min 43 s 76 | Grace Heymsfield États-Unis                                              | 10 min 47 s 01 | Jovana de la Cruz Capani Pérou                                              | 10 min 52 s 14                 |
| 4 × 100 m | Bahamas Devynne Charlton Carmeisha Cox V'Alonee Robinson Anthonique Strachan | 45 s 09        | Jamaïque Daniel Williams Celia Walters Natasha Morrison Cardine Copeland | 45 s 37        | Canada Ashlea Maddex Ocian Archer Jellisa Westney Katherine Reid            | 46 s 35                        |
| 4 × 400 m | États-Unis Ebony Eutsey Phyllis Francis Briana Nelson Diamond Dixon          | 3 min 34 s 71  | Canada Kelsey Balkwill Annie LeBlanc Katherine Reid Rachel Francois      | 3 min 38 s 99  | Bahamas Anthonique Strachan Pedrya Seymour Devynne Charlton Katrina Seymour | 3 min 42 s 61                  |
| Saut en hauteur | Shanay Briscoe États-Unis                                                    | 1,83 m         | Alyxandria Treasure Canada                                               | 1,80 m         | Kimberly Williams Jamaïque                                                  | 1,80 m                         |
| Saut à la perche | Morgann LeLeux États-Unis                                                    | 4,15 m         | Sandi Morris États-Unis                                                  | 4,05 m         | Karleigh Parker Canada                                                      | 3,80 m                         |
| Saut en longueur | Jessica Reis Brésil                                                          | 6,39 m         | Ashley Stacey États-Unis                                                 | 6,13 m         | Caroline Ehrhardt Canada                                                    | 5,92 m                         |
| Triple saut | Gisetty Landajuri Colombie                                                   | 13,04 m        | Tamara Myers Bahamas                                                     | 12,85 m        | Caroline Ehrhardt Canada                                                    | 12,83 m                        |
| Lancer du poids | Alessandra Gamboa Dulong Pérou                                               | 15,23 m        | Christina Hillman États-Unis                                             | 15,11 m        | Kelsey Card États-Unis                                                      | 15,03 m                        |
| Lancer du disque | Shelbi Vaughan États-Unis                                                    | 53,12 m        | Esthefania Costa Brésil                                                  | 52,96 m        | Lidiane Cansian Brésil                                                      | 52,39 m                        |
| Lancer du marteau | Shelby Ashe États-Unis                                                       | 59,25 m        | Daina Levy Jamaïque                                                      | 55,79 m        | Karen Henning États-Unis                                                    | 54,18 m                        |
| Lancer du javelot | Avione Allgood États-Unis                                                    | 53,06 m        | Fawn Miller États-Unis                                                   | 47,26 m        | Daliadiz Ortiz Porto Rico                                                   | 45,88 m                        |
| Heptathlon | Tamara de Sousa Brésil                                                       | 5 477 pts      | Janieve Russell Jamaïque                                                 | 5 352 pts      | Deanna Latham États-Unis                                                    | 5 277 pts                      |
| 10 000 m marche | Lorena Arenas Colombie                                                       | 48 min 15 s 78 | Maqlay Bonilla Équateur                                                  | 53 min 23 s 41 | Pas d'autre médaille attribuée                                              | Pas d'autre médaille attribuée |
| Records et Performances - AR : Record continental (area record) - CR : Record des championnats (championship record) - MR : Record du meeting (meet record) - NR : Record national (national record) - OR : Record olympique (olympic record) - PR : Record paralympique (paralympic record) - PB : Record personnel (personal best) - SB : Meilleure performance personnelle de la saison (season's best) - WL : Meilleure performance mondiale de l'année (world leader) - WJR : Record du monde junior (world junior record) - WR : Record du monde (world record) Circonstances et Conditions - DNF : N'a pas terminé (did not finish) - DNS : N'a pas pris le départ (did not start) - DQ : Disqualification (disqualification) - NM : Aucun essai valable enregistré (No Mark) - Q : Qualifié « directement » au prochain tour (ou à la prochaine compétition), lors d'une compétition majeure, grâce au classement ou à la réalisation des minima (automatic qualifier) - q : Qualifié au prochain tour (ou à la prochaine compétition), lors d'une compétition majeure, grâce au repêchage ou à la réalisation de l'une des meilleures performances parmi celles des « non qualifiés directement » (grâce au meilleur temps ou à la meilleure distance par exemple) (secondary qualifier) |                                                                              |                |                                                                          |                |                                                                             |                                |